# 980-talet f.Kr.

## Händelser
- 984 f.Kr. – Osorkon d.ä. efterträder Amenemope som farao av Egypten.
- 982 f.Kr. – Slutet för den första perioden (1197–982 f.Kr.) av Sau Yungs koncept I Ching och historia.

## Avlidna
- 983 f.Kr. – Mu av Zhou, kung av Kina.